# Grouvellina
Grouvellina is een geslacht van kevers uit de familie van de loopkevers (Carabidae). De wetenschappelijke naam van het geslacht is voor het eerst geldig gepubliceerd in 1978 door R.T. & J.R. Bell.

## Soorten
Het geslacht Grouvellina omvat de volgende soorten:
- Grouvellina canaliculata (Castelnau, 1836)
- Grouvellina cinerea R.T. & J.R. Bell, 1979
- Grouvellina cooperi R.T. & J.R. Bell, 1979
- Grouvellina cuneata R.T. & J.R. Bell, 1979
- Grouvellina dentipes R.T. & J.R. Bell, 1979
- Grouvellina descarpentriesi R.T. & J.R. Bell, 1979
- Grouvellina divergens R.T. & J.R. Bell, 1979
- Grouvellina edentata R.T. & J.R. Bell, 1979
- Grouvellina gigas R.T. & J.R. Bell, 1979
- Grouvellina grouvellei (Fairmaire, 1895)
- Grouvellina hexadon R.T. & J.R. Bell, 1985
- Grouvellina hova R.T. & J.R. Bell, 1979
- Grouvellina montana R.T. & J.R. Bell, 1979
- Grouvellina planifrons (Fairmaire, 1893)
- Grouvellina radama R.T. & J.R. Bell, 1979
- Grouvellina ranavalona R.T. & J.R. Bell, 1979
- Grouvellina tubericeps (Fairmaire, 1868)